# Pic de l’Estany Mort
Pic de l’Estany Mort – szczyt górski w Pirenejach Wschodnich. Administracyjnie położony jest na granicy Andory (parafia Encamp) z Francją (departament Ariège). Wznosi się na wysokość 2746 m n.p.m.
Na północny zachód od Pic de l’Estany Mort usytuowany jest szczyt Pic de l’Estagnole (2567 m n.p.m.), na północny wschód Pic de Mil Menut (2778 m n.p.m.), na południowy wschód Bony de la Pala de Jan (2525 m n.p.m.), natomiast na zachód położony jest Pic de Meners (2716 m n.p.m.).